# 梅氏棘鰓鼬魚
梅氏棘鰓鼬魚（学名：Xyelacyba myersi），又名梅氏棘鰓鼬鳚、鼬魚，为條鰭魚綱鼬魚目鼬魚科棘鰓鼬鳚屬下的一个种，該物種於1961年由Daniel Morris Cohen描述，體長可達57公分。